# Aplonis
Aplonis este un gen de grauri din familia Sturnidae. Acestea sunt în esență specii insulare din Indonezia și Oceania, deși aria de răspândire a unor specii se extinde până în Peninsula Malay, sudul Vietnamului și nord-estul Queenslandului.

## Taxonomie
Genul Aplonis a fost introdus în 1836 de ornitologul englez John Gould, care a inclus două specii în noul gen, fără a preciza care este specia tip. În 1840, George Gray a desemnat Aplonis fusca ca fiind specia tip. Acesta este graurul din Tasman, dispărut.. Denumirea genului provine din greaca veche haploos care înseamnă „simplu” sau „obișnuit” și ornis care înseamnă „pasăre”.
Genul Aplonis comnține 25 de specii. Dintre acestea, trei au dispărut în timpurile istorice:
- Aplonis atrifusca
- Aplonis brunneicapillus
- Aplonis cantoroides
- Aplonis cinerascens
- Aplonis circumscripta
- † Aplonis corvina
- Aplonis crassa
- Aplonis dichroa
- Aplonis feadensis
- † Aplonis fusca
- Aplonis grandis
- Aplonis insularis
- Aplonis magna
- †Aplonis mavornata
- Aplonis metallica
- Aplonis minor
- Aplonis mysolensis
- Aplonis mystacea
- Aplonis opaca
- Aplonis panayensis
- Aplonis pelzelni
- Aplonis santovestris
- Aplonis striata
- Aplonis tabuensis
- Aplonis zelandica
- Aplonis diluvialis